# عادل السماسيري
عادل السماسيرى
من مواليد محافظه الجيزة 7 -8 -1971

## حياته الفنية
عمل في مجال الفن وشارك في العديد من المسلسلات المصرية. العديد منها كان من إخراج مجدي أبو عميرة الشهير بالملك (ملك الدراما).

## أعماله
- التوأم، بدور منجد، منسق المجموعة الإرهابية مع ماجد المصري.
- الضوء الشارد، بدور الإرهابي عاشور، الذراع اليمنى لقائد المجموعة الإرهابية (وصفي السوالمي)
- السيرة الهلالية
- الرجل الآخر
- أين قلبي
- قلب ميت
- بره الدنيا
- اغتيال شمس
- جحا المصري
- أحلام عادية
- أحلام لا تنام 2006
- الأحلام البعيدة (مسلسل)
- الفرار من الحب (مسلسل)
- محمود المصري

## انتقادات وجدل
كثيرًا ما يتعرض للانتقادات والجدل، حيث وجهت له انتقادات من بعض الإسلاميين لاستهزائه ببعض الجماعات الدينية كما في مسلسل الضوء الشارد}} ومواجهة التطرف الديني وتقديمه أدوار عن الجماعات الإرهابية كما في التؤام، وهجومه على ما يسمى الإسلام السياسي ويتهمه بالتحريض على العنف من أعماله السابقة بشأن أدواره التي تناول فيها قضايا تخص التيارات الدينية الإسلامية.

### الحكم بالسجن
في 2 فبراير 2012 قضت محكمة جنح العجوزه في الجيزة بالحبس ثلاثة أشهر ودفع غرامة قدرها 1000 جنيه، بتهمة ازدراء الدين الإسلامي من خلال أعماله الفنية، وصدر الحكم برئاسة المستشار «عادل عبد العاطي»، واستند المحامي «عسران منصور» في القضية التي رفعها عليه بعام 2011 على أدواره في العديد من المسلسلات مثل الضوء الشارد ومسلسل التؤام.